# رویداد فرهنگی (جشنواره)
رویداد فرهنگی (به انگلیسی: Incident) جشنواره فرهنگی سالانه مؤسسه ملی فناوری کارناتاکا (NITK) در سوراتکال، کارناتاکا، هند است. این جشنواره یک رویداد چهار روزه است که در ماه مارس در ترم زوج تقویم NITK برگزار می‌شود. این جشنواره دانشجویانی را از کالج‌های مختلف در سراسر هند گردهم می‌آورد و سالانه حدود ۳۰۰۰۰ نفر را به خود جذب می‌کند و دارای تعدادی رویداد رقابتی، کارگاه‌ها، مسابقات و اجراها و همچنین نمایش‌های طرفدار هنرمندان مشهور و محبوب از جمله هنرمندانی مانند سنیدی چاوهان، سلیم سلیمان، آمال مالک، بنی دیال، دوتایی ویشال-شخار و جاوید علی در میان بسیاری دیگر است.